# Jagged Alliance 2
Jagged Alliance 2 es un juego de rol táctico de 1999 desarrollado por Sir-Tech Canada para Microsoft Windows. Es la segunda entrega principal de la saga Jagged Alliance.
El juego fue seguido por el pack de expansión Unfinished Business en 2000. El juego principal y la expansión Unfinished Business se juntaron y relanzaron bajo el título de Jagged Alliance 2 Gold Pack en 2002.
El juego tiene lugar en el país ficticio latinoamericano de Arulco, que ha estado gobernado por la despiadada reina Deidranna durante varios años. El jugador tiene la tarea de derrotar a Deidranna y restaurar la paz en Arulco. Por este motivo, el jugador debe contratar mercenarios y alistar la ayuda de los ciudadanos locales, que pueden ayudar al jugador de diversas maneras, como proporcionar información útil, dar recursos y unirse a la lucha contra Deidranna.
En el juego utilizas una pantalla de un mapa estratégico de Arulco donde el jugador puede emitir órdenes estratégicas a sus tropas, como trasladarse entre sectores, entrenar y demás. La mayor parte del combate y la exploración de sectores del juego se lleva a cabo en una pantalla táctica que muestra el sector en el que tus mercenarios se encuentran, donde el jugador puede emitir comandos individuales directos a cada uno de sus mercenarios, como moverse, disparar y hablar. El juego cuenta con una amplia variedad de armas de fuego, armaduras y diversos objetos que el jugador puede usar a su favor.
El juego recibió buenas críticas que elogiaron su libertad, el gran y memorable elenco de personajes, la no linealidad y su estrategia por turnos.